# أكمية طويلة الأوراق
أكمية طويلة الأوراق (الاسم العلمي:Aechmea longifolia) هي نوع من النباتات تتبع جنس الأكمية من الفصيلة البروميلية.